# Lamachus consimilis
Lamachus consimilis är en stekelart som först beskrevs av Holmgren 1857.  Lamachus consimilis ingår i släktet Lamachus och familjen brokparasitsteklar. Arten är reproducerande i Sverige. Inga underarter finns listade i Catalogue of Life.